# Natació sincronitzada al Campionat del Món de natació de 2013 – Rutina de combinada
La prova de equip combinat es va celebrar el 21 de juliol i el 27 de juliol de 2013, al Palau Sant Jordi. Les preliminars es van disputar el dia 21, i la final el dia 27.

## Resultats
Verd: Classificats per la final
| Posició | País           | Preliminar | Preliminar | Final  | Final   |
| Posició | País           | Punts      | Posició    | Punts  | Posició |
| ------- | -------------- | ---------- | ---------- | ------ | ------- |
| 1       | Rússia         | 96.740     | 1          | 97.060 | 1       |
| 2       | Espanya        | 94.040     | 2          | 94.620 | 2       |
| 3       | Ucraïna        | 92.860     | 3          | 93.350 | 3       |
| 4       | Japó           | 91.590     | 4          | 92.020 | 4       |
| 5       | Canadà         | 91.280     | 5          | 90.410 | 5       |
| 6       | Itàlia         | 89.030     | 6          | 89.550 | 6       |
| 7       | Grècia         | 87.470     | 7          | 86.850 | 7       |
| 8       | França         | 87.080     | 8          | 86.820 | 8       |
| 9       | Mèxic          | 84.240     | 9          | 84.530 | 9       |
| 10      | Corea del Nord | 83.790     | 10         | 83.560 | 10      |
| 11      | Suïssa         | 82.420     | 12         | 82.310 | 11      |
| 12      | Països Baixos  | 83.220     | 11         | 82.070 | 12      |
| 13      | Belarús        | 79.580     | 13         | 5      | 13      |
| 14      | Kazakhstan     | 78.600     | 14         | 4      | 14      |
| 15      | Nova Zelanda   | 70.600     | 15         | 3      | 15      |
| 16      | Macau          | 69.950     | 16         | 2      | 16      |
| 17      | Tailàndia      | 58.730     | 17         | 1      | 17      |